# 泸沽山蛭
泸沽山蛭（学名：Erpobdella luguensis）为石蛭科石蛭属的动物。在中国大陆，分布于四川、云南等地，常栖息于岸边水深1-3米的石块下。该物种的模式产地在四川。